# Криминальный роман (фильм)
«Криминальный роман» (итал. Romanzo Criminale) — кинофильм режиссёра Микеле Плачидо, вышедший на экраны в 2005 году. Экранизация одноимённого романа Джанкарло Де Катальдо.

## Сюжет
Действие фильма происходит в 1970-80-е годы. Фреддо, Ливанец и Денди — трое друзей с детских лет — решают заработать денег, похитив аристократа и потребовав за него выкуп. Когда им это удаётся, они вместе с сообщниками вкладывают деньги в криминальный бизнес — торговлю наркотиками и прочее. Чтобы устранить конкурентов, они используют самые грубые методы вплоть до физического уничтожения. Скоро они становятся очень богатыми. Однако по их следу постоянно идёт комиссар Шалоя, а конкуренты по «бизнесу» не прочь засадить всю троицу за решётку. В ключевой момент, когда Ливанец оказывается под арестом, ему на выручку приходят таинственные люди, связанные с правительственными кругами и имеющие свои виды на всю шайку. Так обычные бандиты оказываются вовлечёнными в политические игры.

## В ролях
- Ким Росси Стюарт — Фреддо
- Анна Муглалис — Патриция
- Пьерфранческо Фавино — Ливанец
- Клаудио Сантамария — Денди
- Стефано Аккорси — комиссар Шалоя
- Риккардо Скамарчио — Чёрный
- Жасмин Тринка — Роберта
- Антонелло Фассари — Чиро Буффони
- Микеле Плачидо — отец Фреддо (эпизод)

## Награды и номинации
- 2006 — участие в основном конкурсе Берлинского кинофестиваля
- 2006 — 8 премий «Давид ди Донателло»: «Молодёжный Давид» (Микеле Плачидо), лучший сценарий (Стефано Рулли, Сандро Петралья, Джанкарло Де Катальдо, Микеле Плачидо), лучший актёр второго плана (Пьерфранческо Фавино), лучшая операторская работа (Лука Бигацци), лучший монтаж (Эсмеральда Калабрия), лучшая работа художника (Паола Коменчини), лучшие костюмы (Николетта Таранта), лучшие визуальные эффекты;
  - а также 6 номинаций: лучший фильм (Риккардо Тоцци, Джованни Стабилини, Марко Чименц, Микеле Плачидо), лучший режиссёр (Микеле Плачидо), лучший продюсер (Риккардо Тоцци, Джованни Стабилини, Марко Чименц), лучший актёр (Ким Росси Стюарт), лучшая музыка (Паоло Буонвино), лучший звук (Марио Иакуоне)
- 2006 — номинация на приз зрительских симпатий European Film Awards за лучший фильм (Микеле Плачидо)
- 2006 — приз за лучшую мужскую роль (Ким Росси Стюарт) кинофестиваля исторических фильмов в Таормине
- 2006 — 5 премий «Серебряная лента» Итальянского национального синдиката киножурналистов: лучший режиссёр (Микеле Плачидо), лучший продюсер (Риккардо Тоцци, Джованни Стабилини, Марко Чименц), лучший актёр (поделили Ким Росси Стюарт, Пьерфранческо Фавино и Клаудио Сантамария), лучший монтаж (Эсмеральда Калабрия), лучший звук (Марио Иакуоне);
  - а также 5 номинаций: лучший сценарий (Стефано Рулли, Сандро Петралья, Джанкарло Де Катальдо, Микеле Плачидо), лучший актёр второго плана (Джанмарко Тоньяцци), лучшая операторская работа (Лука Бигацци), лучшая работа художника (Паола Коменчини), лучшие костюмы (Николетта Таранта)

## Критика
Фильм получил следующий отзыв в газете «Известия»:

Ретро-драма «Криминальный роман» — скорее напоминание о былых успехах и популярности режиссёра Микеле Плачидо, который прославился ролью отважного комиссара Каттани в сериале «Спрут». Речь снова идёт о мафиозных разборках: банда приятелей сотрудничает одновременно и с мафией, и со спецслужбами. Кино получилось на редкость ровным и интеллигентным, что в данном случае скорее недостаток: в боевике про бандитов хотелось бы больше динамики, выстрелов, погонь и взрывов. Тем не менее фильм имеет несколько международных призов и собрал практически все национальные кинонаграды.